# Нечипоренко, Олег Максимович
Олег Максимович Нечипоренко (род. 4 июля 1932) — советский разведчик, полковник КГБ СССР, автор ряда документальных книг.

## Биография
Родился в Москве в семье полиграфиста.
В 1957 году окончил испанское отделение переводческого факультета 1-го Московского государственного педагогического института иностранных языков.
С января 1958 года начал службу в управлении КГБ по г. Москве (помощник оперуполномоченного аппарата уполномоченного по Ленинскому району, с лета 1958 года — оперуполномоченный розыскного отделения 2-го отдела УКГБ).
С 1960 года перешёл на работу в Первое главное управление КГБ СССР, был оперуполномоченным нью-йоркского направления 1-го отдела, затем 5-го отдела ПГУ КГБ.
В 1961 году был направлен в Мексику, где работал в резидентуре КГБ в Мехико по линии «КР» (внешняя контрразведка) под прикрытием должности сотрудника консульского отдела посольства. В сентябре 1963 года в качестве сотрудника консульского отдела беседовал с Ли Харви Освальдом, который явился в советское посольство в Мехико, желая вернуться в СССР.
После возвращения из Мексики в 1965 году работал в Службе № 2 ПГУ КГБ. В 1967 году он вернулся в Мексику в качестве заместителя резидента по линии «КР». В марте 1971 года в числе пяти советских дипломатов он был выслан из Мексики.
После этого он занимал должности начальник направления Службы № 2 ПГУ КГБ, старшего помощника начальника 1-го отдела Управления «К» ПГУ КГБ, заместителя начальника 7-го отдела Управления «К» ПГУ КГБ, начальника 4-го отдела Управления «К» ПГУ КГБ, для решения разведывательных задач выезжал во многие страны мира, включая Вьетнам, Ливан, Никарагуа.
Нечипоренко был консультантом нескольких документальных фильмов (один из них, «Тихие американцы», о деятельности ЦРУ, получил приз на Берлинском кинофестивале в 1970-х годах).
С 1985 по 1991 годы он был начальником кафедры спецдисциплины «Разведывательное искусство» факультета повышения квалификации Краснознаменного института КГБ им Ю. В. Андропова, написал ряд работ по теории и практике разведывательной деятельности. В мае 1991 года ушёл в отставку.
Награждён орденом Красной Звезды, нагрудным знаком «Почетный сотрудник госбезопасности», 9 медалями.
С 1993 года был экспертом Международной контртеррористической тренинговой ассоциации, стал генеральным директором Национального антикриминального и антитеррористического фонда.
Осенью 1993 года опубликовал в США на английском языке книгу «Паспорт на убийство», в которой впервые на документальной основе было рассказано о работе КГБ по делу Ли Харви Освальда, был проведён детальный анализ роли Освальда в убийстве президента США Кеннеди. С 1999 года — член Союза писателей Москвы, член литературно-художественного совета историко-публицистического альманаха «Лубянка».